# 汪文輝
汪文輝（1534年—1584年），字德充，號都山，直隸徽州府婺源縣人，明朝政治人物。

## 生平
治《易經》，嘉靖四十三年（1564年）由縣學生中式甲子科應天府鄉試第七名舉人，嘉靖四十四年（1565年）聯捷乙丑科會試中式第三百八十一名。第三甲第二百八十七名進士，工部观政，隆慶三年（1569年）十月授工部主事。隆慶四年（1570年）十二月，改雲南道監察御史，因彈劾權臣高拱，隆慶五年二月，被外放任陝西按察司寧夏僉事。明神宗即位，六年七月升尚寶司卿，万历二年（1574年）十二月告歸養病。後有召起用，未赴而卒。

## 家族
曾祖汪于福；祖汪城；父汪初；母江氏。具慶下，妻游氏，弟文耀。
子士賢（县丞）、士仁（主簿）、士弘、士賓、士佐、士弼。孫乾正、坤正、師正、履正、同正、随正、观正、復正、颐正。

## 延伸阅读
[在维基数据编辑]
 《國朝獻徵錄·卷之七十七》，出自焦竑《國朝獻徵錄》
 《明史卷二百一十五》，出自《明史》